# DC Universe (Streaminganbieter)

Logo

DC Universe war ein US-amerikanischer Video-on-Demand-Dienstleister von DC Entertainment und Warner Bros. Digital Networks, der 2018 startete und 2020 eingestellt wurde. Auf DC Universe wurden Materialien wie Filme und Serien angeboten, die auf Elementen des Verlages DC Comics basieren. Dabei waren auch Eigenproduktionen (originaler Content) verfügbar. Das Streamingangebot war ausschließlich in den Vereinigten Staaten verfügbar. Im August 2020 wurde verkündet, dass alle Eigenproduktionen zu HBO Max übertragen werden. Der Service startete ab Januar 2021 unter dem Namen DC Universe Infinite (ein reiner Comic-Streamingdienst) neu.

## Hintergrund
Im April 2017 wurde ein Streamingangebot von DC angekündigt, das im Mai 2018 den Titel DC Universe erhielt. Im Juni 2018 wurde bekannt gegeben, dass auf dem neuen Streamingportal neben bereits gezeigtem Content unter anderem auch Originaladaptionen, eine DC-Enzyklopädie sowie eine Auswahl an wechselndem Comicmaterial verfügbar sein werden. Gemanagt wurde das Streamingangebot von Sam Ades, Geschäftsführer (General Manager) und Senior Vice President von Warner Bros. Digital Networks.
Im August 2020 wurde angekündigt alle Eigenproduktionen zum Streaming-Portal HBO Max zu verlagern und DC Universe einzustellen. Vom DC Comics Verleger Jim Lee wurde aber bereits angedeutet, dass der Dienst bald (in anderer Form) wiederbelebt werden könnte. Im September 2020 wurde dann verkündet, dass der Dienstleister in DC Universe Infinite umbenannt und ab Januar 2021 ein reiner Streamingdienst für digitale Comics sein wird. Serien wie Young Justice: Outsiders, Titans, Doom Patrol, Stargirl und Harley Quinn wurden als Max Originals in HBO Max integriert.

## Eigenproduktionen
Folgende Serien wurden für DC Universe produziert:
| Serienpremiere     | Serienfinale   | Deutscher Titel          | Originaltitel            | Deutscher Sender (Erstausstrahlung) | Staffel (Episoden) |
| ------------------ | -------------- | ------------------------ | ------------------------ | ----------------------------------- | ------------------ |
| 15. September 2018 | 3. Juli 2020   | –                        | DC Daily                 | –                                   | 1 (450)            |
| 12. Oktober 2018   | –              | Titans                   | Titans                   | Netflix                             | 2+ (24)            |
| 4. Januar 2019     | –              | Young Justice: Outsiders | Young Justice: Outsiders | Netflix                             | 3+ (72)            |
| 15. Februar 2019   | –              | Doom Patrol              | Doom Patrol              | Prime Video                         | 2+ (24)            |
| 31. Mai 2019       | 2. August 2019 | Swamp Thing              | Swamp Thing              | Sky                                 | 1 (10)             |
| 29. November 2019  | –              | –                        | Harley Quinn             | –                                   | 2+ (26)            |
| 18. Mai 2020       | –              | Stargirl                 | Stargirl                 | Prime Video                         | 1+ (13)            |

Ferner wurde ursprünglich für das Jahr 2019 eine Serie über Lois Lane und Lex Luthor unter dem Titel Metropolis angekündigt. Später wurde jedoch berichtet, dass die Serie überarbeitet wird.